# Друге Імангулово
Друге Імангу́лово (рос. Второе Имангулово) — село у складі Октябрського району Оренбурзької області, Росія.
Стара назва — Імангулово 2-е.

## Населення
Населення — 623 особи (2010; 649 у 2002).
Національний склад (станом на 2002 рік):
- татари — 92 %